# Đột biến câm

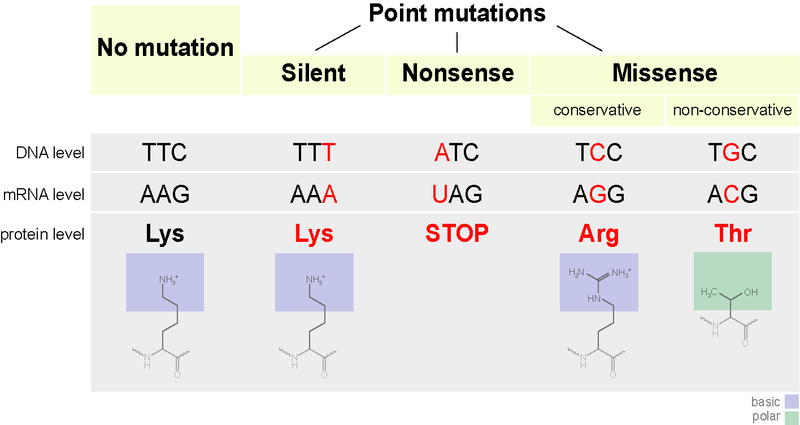
Các đột biến điểm theo ý nghĩa.Từ trái sang phải: Bình thường (no mutation) - Câm - Vô nghĩa - Sai nghĩa.
Từ trên xuống dưới: Mã ở DNA - Mã ở RNA - amino acid tương ứng.

Đột biến câm là đột biến gen làm thay đổi côđôn nhưng không thay đổi amino acid do côđôn đó mã hoá. Bởi vậy, prôtêin tương ứng do gen đó quy định không hề thay đổi, các sản phẩm liên quan cũng không thay đổi và không biểu hiện ra kiểu hình của sinh vật có đột biến, nên không phát hiện được (câm).
Đây là loại đột biến điểm ở gen dẫn đến một thay thế nuclêôtit này bằng nuclêôtit khác, nhưng do tính thoái hoá (genetic degeneration, cũng gọi là tính dư thừa) của bộ ba mã di truyền làm giảm sai sót khi dịch mã, nên đột biến không biểu hiện ở kiểu hình. Chẳng hạn như: bộ ba TTX (mã hoá Lizin) đột biến thay thế X bằng T, thành bộ ba TTT (vẫn mã hoá Lizin), thì amino acid tương ứng không hề biến đổi, nên cả chuỗi pôlypeptit không thay đổi.

## Tên gọi khác
Trong các thuật ngữ nước ngoài, đột biến câm còn được gọi là đột biến im lặng (silent mutations) hoặc đột biến đồng nghĩa (même sens).

## Mở rộng

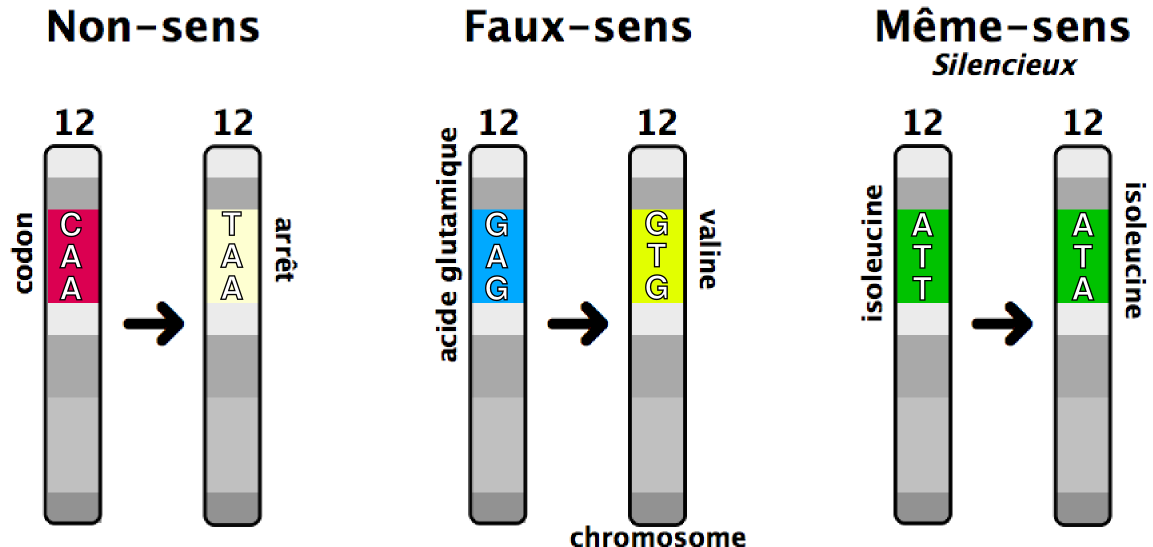
Nếu đột biến làm CAA → TAA, thì đó là đột biến vô nghĩa do phát sinh tín hiệu ngừng dịch mã (hình trái).Nếu đột biến làm GAG → GTG, thì đó là đột biến sai nghĩa (hình giữa).
Nếu đột biến làm bộ ba ATT → ATA, thì đó là đột biến cùng nghĩa cũng tức là đột biến câm (hình phải).

- Đột biến câm là một dạng đột biến điểm, xảy ra chỉ ở một hoặc một cặp nuclêôtit, nhưng lại không có lợi hoặc chẳng gây hại gì cho sinh vật có đột biến đó, nên được coi là loại đột biến trung tính.
- Đôi khi đột biến điểm làm một amino acid duy nhất thay đổi, nhưng nếu nó có các tính chất tương tự như amino acid mà nó thay thế, thì rõ ràng là thay đổi không xảy ra, nên không quan sát được, hoặc thay đổi không đáng kể ở prôtêin tương ứng, nên toàn bộ prôtêin không thay đổi chức năng sinh học. Ví dụ như đột biến tạo ra lơ-xin (leucine) thay cho i-zô-lơ-xin (isoleucine). Trong trường hợp này cũng gọi là đột biến câm.[2]
- Loại đột biến này thường xảy ra ở nuclêôtit thứ ba trong một bộ ba mã hóa, vì vị trí thứ ba này đã được chọn lọc tự nhiên tiến hành ở cấp độ phân tử, không tạo ra sự thay đổi nào ở amino acid do tính thoái hóa (degeneration).[3]
- Thuật ngữ "đột biến câm" thường được sử dụng thay thế khái niệm "đột biến đồng nghĩa", tuy nhiên tất cả các đột biến đồng nghĩa không phải lúc nào cũng im lặng, hoặc cũng không phải là ngược lại. Trong các trường hợp này, gọi là đột biến không trung tính[6]
- Trong di truyền học phân tử, một đột biến đồng nghĩa xảy ra nhưng lại có thể ảnh hưởng đến cắt nối, vận chuyển mRNA và cả dịch mã, do đó khiến cho đột biến này không im lặng nữa. Hiện tượng này tạo ra chuỗi đa hình.[7]
- Ngoài ra, đột biến im lặng ở gen có thể làm thay đổi cấu trúc thứ cấp của mRNA, dẫn đến thay đổi ít nhiều liên kết của nó với ribôxôm, thay đổi tương tác giữa nó với phức hợp dịch mã nên lại có thể biểu hiện ra kiểu hình. Thêm vào đó, mRNA  không ổn định có thể bị phân hủy nhanh chóng bởi các enzyme trong tế bào chất.[8]